# Karl Selter
Karl Selter (né le 24 juin 1898 à Koeru en Estonie - mort le 31 janvier 1958 à Genève en Suisse) est un politicien estonien et un ministre des Affaires étrangères de l'Estonie.
Il servit en tant que ministre des Affaires économiques de 1933 à 1938 et comme ministre des Affaires étrangères de 1938 à 1939.
Son acte historiquement le plus mémorable fut de signer un traité de non-agression et d'assistance mutuelle avec les dirigeants soviétiques à Moscou en septembre 1939. Ce traité donna à l'armée soviétique le droit d'établir des bases militaires en Estonie, et il réduit considérablement l'indépendance de l'Estonie jusqu'à ce que l'Union soviétique annexe officiellement l’Estonie entre juin et août 1940.
Selter quitta l'Estonie en novembre 1939, démissionnant de ses postes de ministre des Affaires étrangères et de membre du Parlement. Il déménagea à Genève en Suisse en tant que diplomate, et après que l'Allemagne et l'Union soviétique eurent occupé l'Estonie, il resta en Suisse en tant que diplomate et homme politique exilé.

## Sources
- (en) Cet article est partiellement ou en totalité issu de l’article de Wikipédia en anglais intitulé « Karl Selter » (voir la liste des auteurs).